# Wearing the Inside Out
«Wearing the Inside Out» és una cançó del grup britànic de rock progressiu Pink Floyd, concretament és el sisè títol de l'àlbum The Division Bell, de 1994. És l'única cançó de l'àlbum per a la qual David Gilmour no rep crèdits d'escriptor.

## Composició i enregistrament
La cançó tenia el títol provisional «Evrika». Es poden veure dos vídeos de la banda treballant en aquesta versió de demo al DVD/BD inclòs a The Endless River edició de luxe i com a part de l'iTunes edició de luxe.
És la primera vegada que Richard Wright va cantar com a veu principal en una cançó des de «Time» i «Us and Them», de l'àlbum The Dark Side of the Moon de 1973.
La lletra de la cançó va anar a càrrec d'Anthony Moore.

## Actuacions posteriors
Aquesta cançó mai va ser interpretada en directe per Pink Floyd, tot i que va ser interpretada en el On an Island Tour de David Gilmour de 2006, i apareix al DVD Remember That Night i al CD extra de la versió de luxe de Live in Gdańsk.

## Músics
- David Gilmour - Fender Stratocaster, cor
- Richard Wright - veu, teclats
- Nick Mason - bateria, percussió
- Guy Pratt - baix
- Dick Parry - saxòfon
- Jon Carin - programming
- Sam Brown, Durga McBroom et Carol Kenyon - cors